# Gudrun Wadman
Gudrun Margareta Kristina Wadman, född 9 april 1932 i Falun, är en svensk psykiater. 
Wadman blev medicine licentiat vid Uppsala universitet 1963, specialist i allmänpsykiatri 1974, var vikarierande underläkare vid Falu lasarett och Ulleråkers sjukhus i Uppsala 1959–63, underläkare vid psykiatriska kliniken vid Akademiska sjukhuset i Uppsala 1963–68, underläkare i socialmedicin där 1968–69, biträdande överläkare vid statens rättspsykiatriska klinik i Uppsala 1969–71, biträdande överläkare vid psykiatriska kliniken vid Regionsjukhuset Örebro 1971–75, överläkare vid psykiatriska krismottagningen där 1975–85 samt klinikchef vid allmänpsykiatriska kliniken, avdelning 1, där från 1985.